# Constant Pretorius
Constant Pretorius (ur. 26 stycznia 1994) – południowoafrykański lekkoatleta specjalizujący się w biegu na 400 metrów przez płotki.
W 2011 zajął 5. miejsce na mistrzostwach świata juniorów młodszych w Lille Metropole. Juniorski mistrz Afryki z Bambous (2013).
Medalista mistrzostw RPA.
Rekord życiowy: 49,57 (17 marca 2017, Pretoria).

## Osiągnięcia
| Rok  | Impreza                               | Miejsce         | Lokata     | Wynik |
| ---- | ------------------------------------- | --------------- | ---------- | ----- |
| 2011 | Mistrzostwa świata juniorów młodszych | Lille Metropole | 5. miejsce | 51,34 |
| 2013 | Mistrzostwa Afryki juniorów           | Bambous         | 1. miejsce | 51,08 |